# Pyhätunturi (kulle i Lappland, Östra Lappland, lat 66,78, long 28,82)
Pyhätunturi är en kulle i Finland.   Den ligger i den ekonomiska regionen  Östra Lapplands ekonomiska region  och landskapet Lappland, i den norra delen av landet, 800 km norr om huvudstaden Helsingfors. Toppen på Pyhätunturi är 475 meter över havet.
Terrängen runt Pyhätunturi är platt åt sydväst, men åt nordost är den kuperad.  Trakten runt Pyhätunturi är nära nog obefolkad, med mindre än två invånare per kvadratkilometer. Närmaste större samhälle är Salla, 8,3 km nordväst om Pyhätunturi. 